# Ministère des Affaires étrangères (Afrique du Sud)
Pour les articles homonymes, voir Ministère des Affaires étrangères.
Le ministère des Relations internationales et de la Coopération (anglais : Department of International Relations and Cooperation ou DIRCO) est le ministère des Affaires étrangères du gouvernement de la République d'Afrique du Sud et est responsable de la préparation et la mise en œuvre de la politique étrangère sud-africaine.

## Ministère
Il est responsable des relations Afrique du Sud avec les pays étrangers et organisations internationales, et exécute les missions diplomatiques en Afrique du Sud. Le département est dirigé par le ministre des Relations internationales et de la Coopération, actuellement Maite Nkoana-Mashabane.
Anciennement connu sous le ministère des Affaires étrangères, il a été rebaptisé ministère des Relations internationales et de la Coopération par le président Jacob Zuma en mai 2009. Dans le budget national de 2010, il a reçu un crédit de 4 824,4 millions de rands, et compte 4 533 employés.
Le ministère dirige 103	ambassades à l'étranger, quatorze consulats généraux, 53 consulats honoraires et deux bureaux de liaison ; elle entretient également des relations diplomatiques auprès de l'Union européenne, l'Union africaine, l'ONU et la République de Chine.

## Historique
En 1927, le premier ministre James Barry Hertzog participe à la conférence impériale qui met au point la déclaration Balfour. Il renonce alors à demander un régime républicain pour l'Union sud-africaine estimant que le pays a atteint un degré suffisant d'indépendance concrétisé par la création du ministère des affaires étrangères et l'ouverture de représentations diplomatiques aux États-Unis, en Italie et aux Pays-Bas (1928).